# ボヤカの戦い
ボヤカの戦い（ボヤカのたたかい）（La batalla de Boyacá ）は、シモン・ボリバルの独立革命軍とスペイン帝国軍との戦いである。独立革命軍の勝利により、ボリーバルの新グラナダ解放運動の成功が確実となった。ボヤカの戦いは南アメリカ北部の独立の始まりとされ、ベネズエラのカラボボの戦い、エクアドルのピチンチャの戦い、ペルーのフニンの戦い、アヤクーチョの戦いにつながる重要な戦いとされる。ニューグラナダはスペイン王政からの決定的な独立を獲得したが、王党派軍との戦闘は何年も続いた: 232-235。

## 独立までの背景

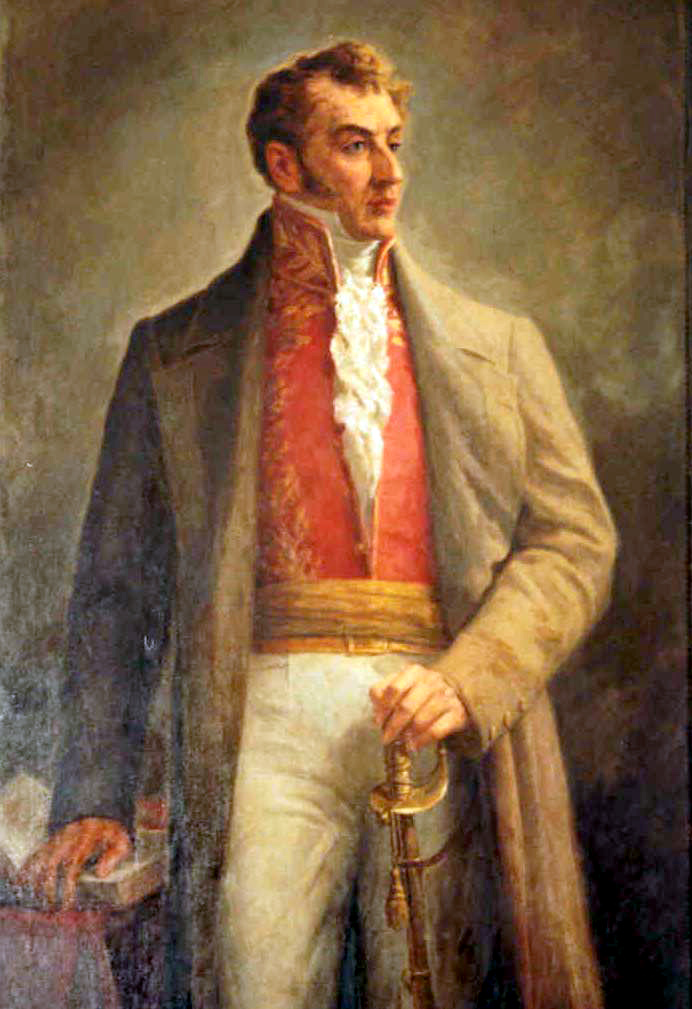
アントニオ・ナリーニョ(1765-1823)

16世紀中期にスペインによって征服され、コロンビアは植民地支配下に入った。1717年にはペルー副王領から分離してヌエバ・グラナダ副王領が設置され、かつて先住民ムイスカ族の都があったボゴタに副王が置かれた。この副王領は財政難のため、いったん廃止されるが、ヌエバ・グラナダの民衆は宗主国スペインの重税と抑圧に苦しめられていた。
1781年3月16日、ソコロ地方（現在のサンタンデール県）でタバコ税などの重税と物価高騰に端を発したコムネーロスの反乱が起こると、クリオーリョを中心とするコムン（革命委員会）が設けられ、反乱の要求は増税撤回から独立にまで膨らんだが、副王フロレスは反乱の指導者であるホセ・アントニオ・ガランをボゴタで四つ裂きの刑に処し、反乱は鎮圧された。

## 独立宣言
やがて19世紀を迎え、スペイン本国がナポレオン戦争でフランスに侵略されたのを機に、ナポレオン・ボナパルトに支配されたスペイン政府への服従をよしとしない植民地で独立運動が活発化した。
1810年7月20日、アントニオ・ナリーニョがヌエバ・グラナダ副王を追放してクンディナマルカ共和国の独立を宣言した。これがコロンビアの独立記念日である。
その後、ナリーニョを中心とするボゴタの独立派は中央集権を主張し、カミロ・トーレスを中心とするカリブ海沿岸地帯の独立派は連邦制を主張。両派の対立と混乱に付け込む形で1814年2月、スペイン本国のフェルナンド7世が即位して絶対王政が復活した。独立派は各地で敗退を重ね、ボゴタ政権は崩壊。ナリーニョは捕らえられ、スペインの監獄に投獄された。
カルタヘナの共和国政府はボリバルを独立軍の最高司令官に任命し、クンディナマルカの奪還を要請した。ボリバルはその年の暮れにはスペイン軍との降伏協定を取りつけ、ボゴタを解放するが、翌1815年2月、フェルナンド王はパブロ・モリーリョ将軍の鎮圧軍1万を派遣。カルタヘナでの4ヵ月に及ぶ激戦の末に独立派は敗北。ボリバルはジャマイカに亡命した。亡命先のジャマイカでボリバルは南米独立の大義を訴えた「ジャマイカからの手紙」を記す。

## 独立派の反撃

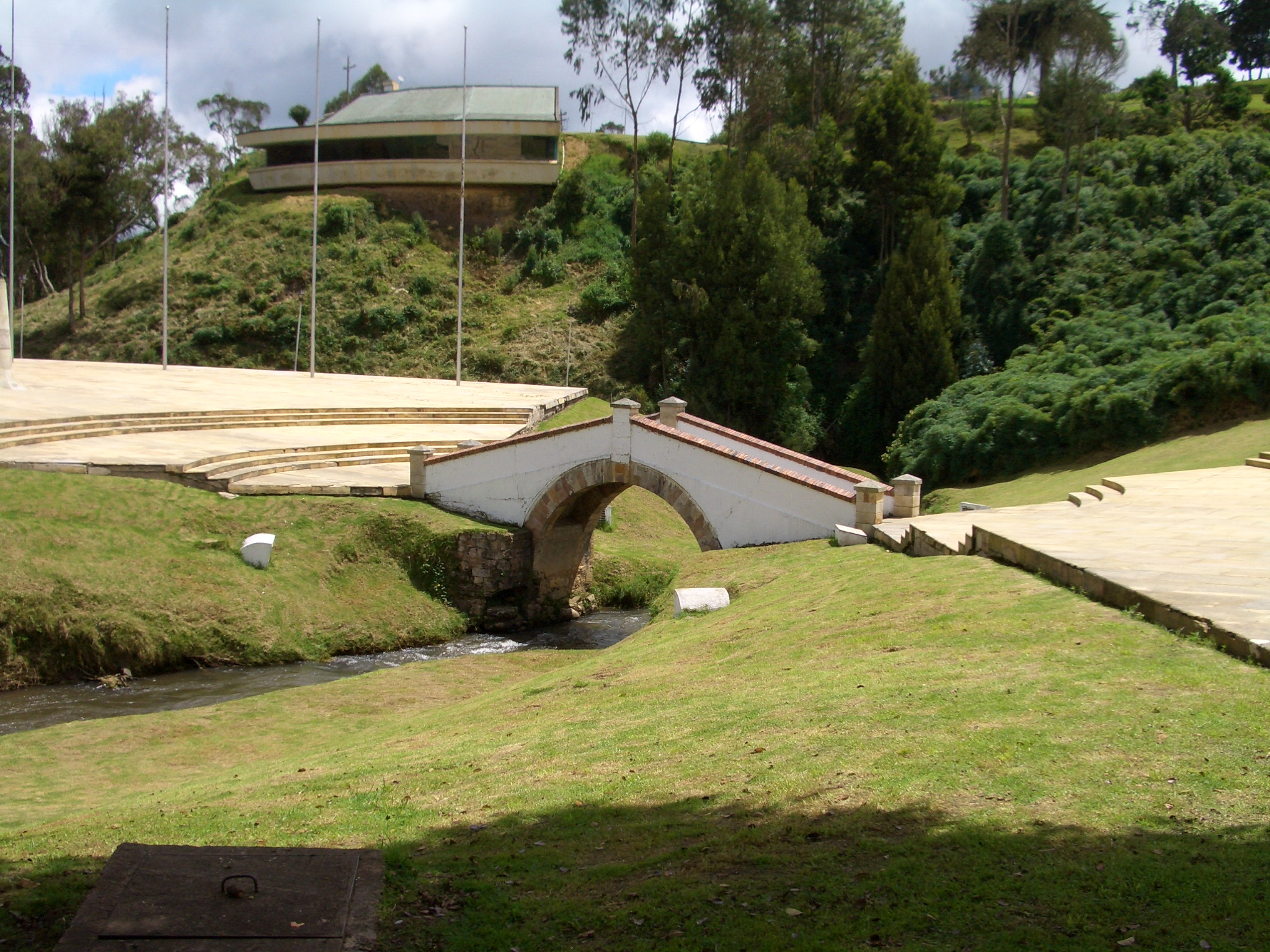
ボヤカ橋。この上で最後の戦いが行なわれた

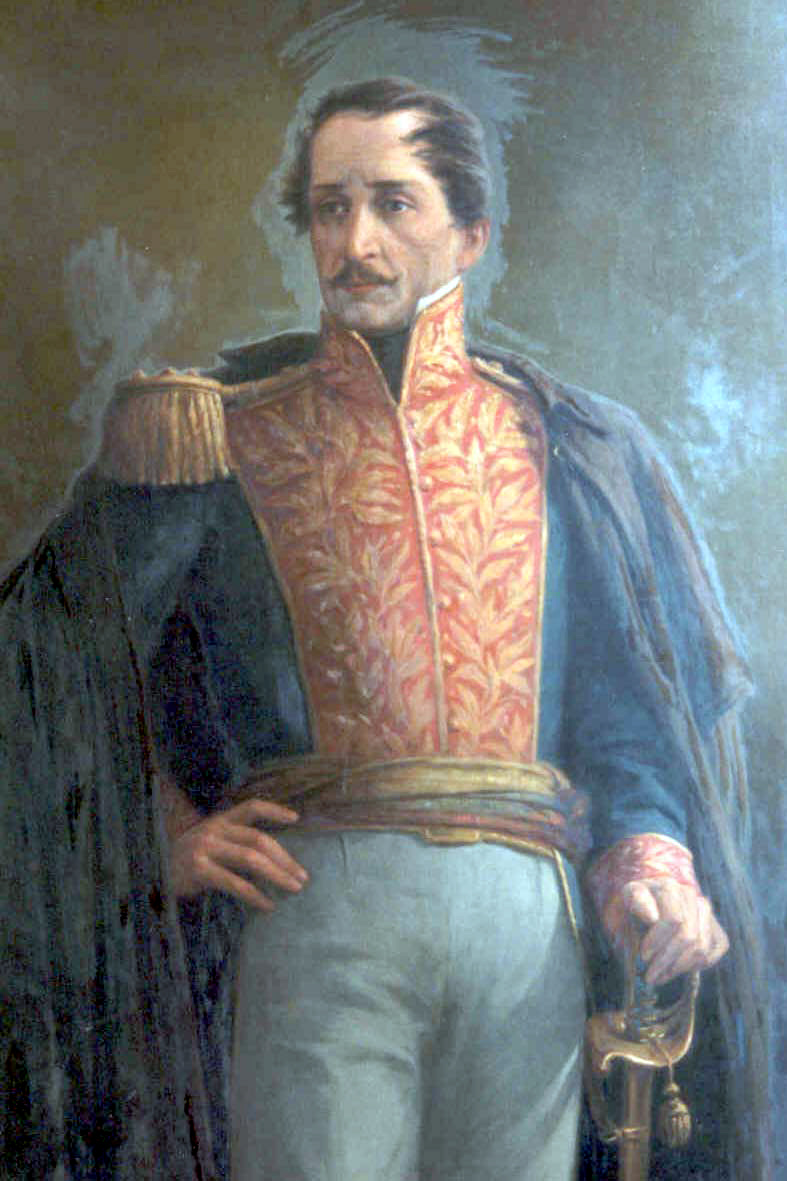
フランシスコ・デ・パウラ・サンタンデル(1792-1840)

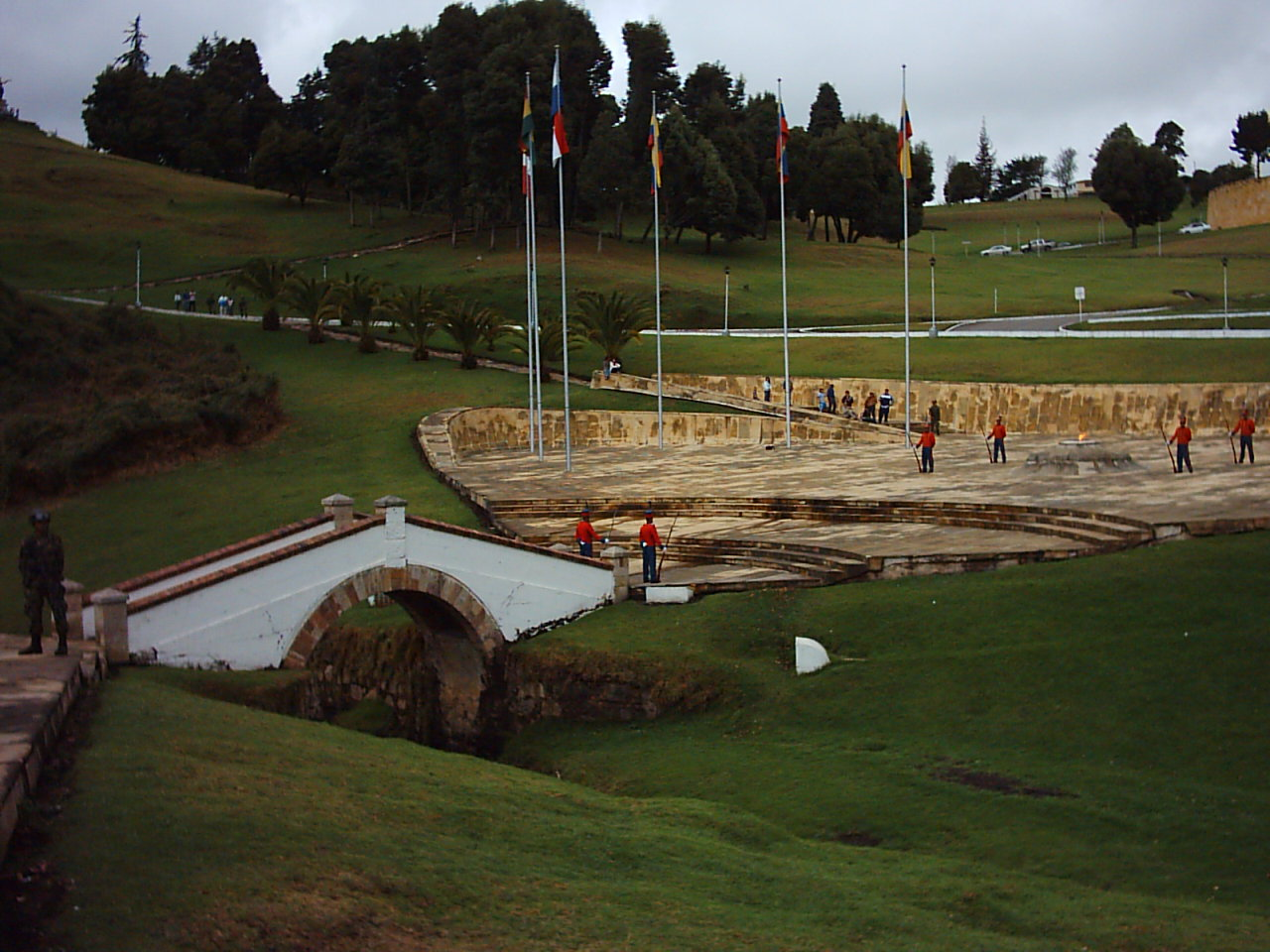
ボヤカの戦い（モニュメント）

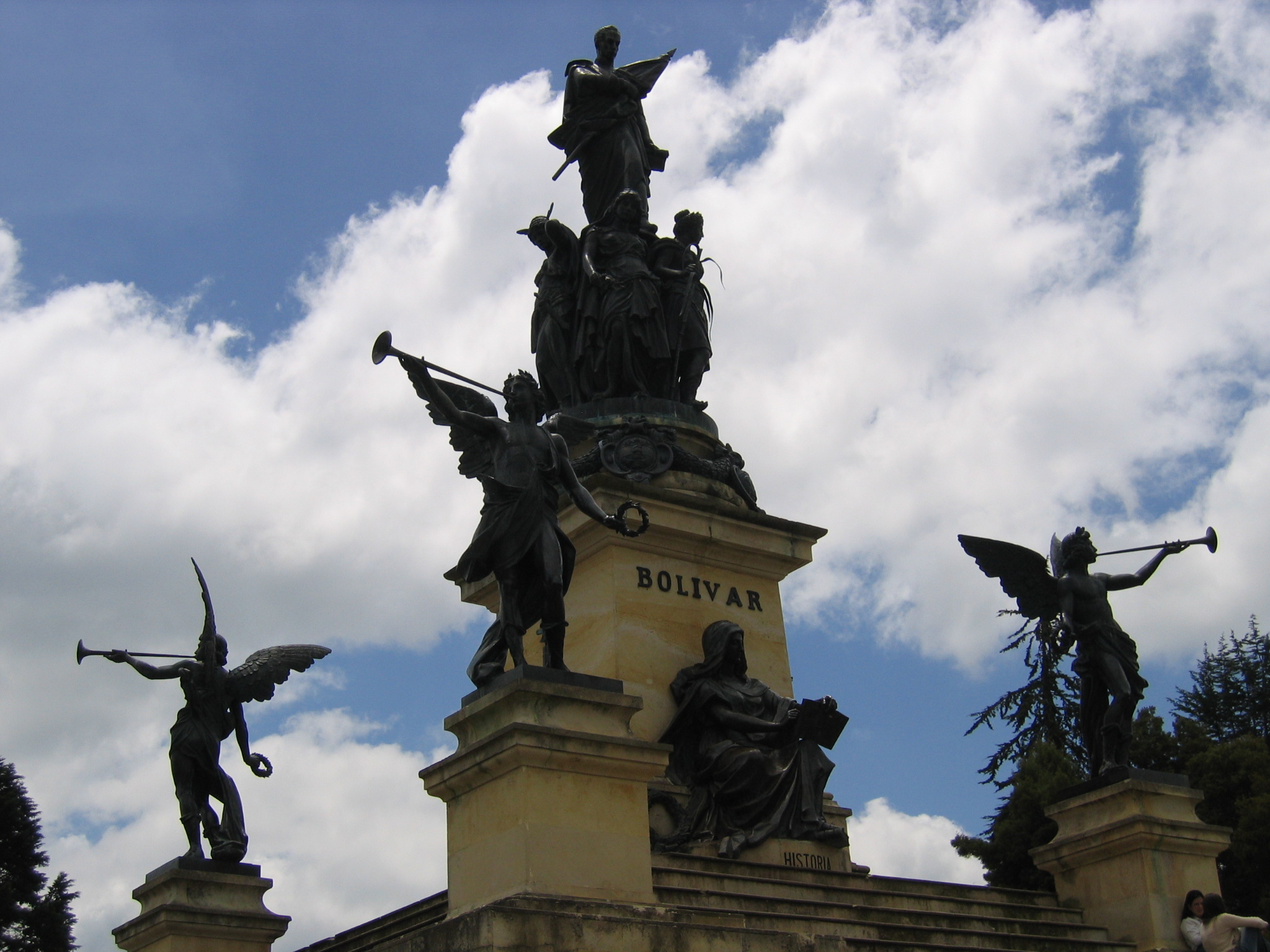
ボヤカにおけるシモン・ボリバル像

1816年5月、独立派の最後の拠点であったボゴタが陥落し、カミロ・トーレスら独立派活動家多数が処刑される。モリーリョの徹底的な弾圧に対する反感から非独立派の間にも独立の気運が高まった。
1819年2月15日、アンゴストゥーラで独立派の代表者会議が開催され、単一国家の樹立で合意。コロンビア共和国の創設とボリバルを大統領とすることで意見が一致した。
ボリバルは腹心の名将フランシスコ・デ・パウラ・サンタンデル将軍をコロンビアのカサナレ地方に潜入させ、サンタンデルは独立派の残党を糾合して独立軍を結成。コロンビア解放戦に備える。
同年5月23日、独立派はベネズエラのセテンタ村で会談し、モリーリョ軍との膠着状態を打開するため、アンデス山脈を越えてスペイン軍の裏をかく奇襲作戦に出ることを決定した。
独立軍はアンデスの厳しい寒さと風雨に悩まされ、多くの犠牲者を出しながらもアンデス越えに成功。ボリバル軍はサンタンデル軍と合流し、7月25日、コロンビア中部のパンタノ・デ・バルガスの沼でスペイン軍と遭遇した。ボリバルは若き大佐フアン・ホセ・ロンドンに突撃を命じ、ロンドンはわずか14名の部下を従えてスペイン軍に斬り込む捨て身の攻撃が功を奏し、独立軍はこの前哨戦で辛勝した。

## 最後の決戦
そして8月7日、独立軍はボゴタの北150キロに位置するボヤカ高原でスペイン軍と最後の決戦に挑んだ。ホセ・マリア・バレイロ将軍の率いるスペイン軍2670名に対し、独立軍は装備の面では劣っていたが、当時スペインと敵対関係にあったイギリスからの義勇兵も多数参加していた。
スペイン軍前衛部隊にサンタンデル軍主力のホセ・アントニオ・アンソアテギ将軍の部隊が突撃し、スペイン軍本隊と分断する。直後にボリバル軍がスペイン軍後衛部隊に突撃。バルセロナ大隊とパエス大隊がスペイン軍右翼を、イギリス大隊とライフル大隊がスペイン軍左翼を攻撃し、スペイン軍は総崩れに陥った。バレイロは前衛部隊との合流を試みるが、激しい銃砲火の前に断念。降伏を余儀なくされた。
ボリバルは敗残兵の追撃と掃討を指示。フランシスコ・ヒメネス将軍らスペイン軍高級将校数名を捕縛。バレイロは捕らえられ、10月11日にボゴタで処刑された。
昼過ぎに始まった戦闘はわずか3時間の短期決戦で独立軍の勝利に終わり、その後の南アメリカ諸国の独立を決定づける歴史的な戦いとなったのである。
この戦いの勝利により、独立派は最終的に独立を勝ち取り、独立軍は8月10日にボゴタに入城してコロンビアの独立を宣言した。8月7日は「ボヤカ戦勝記念日」としてコロンビアの祝日になっている。